# Нору (тайфун)
Тайфун Нору (англ. Typhoon Noru) також відомий як Тайфун Кардінг (англ. Typhoon Karding)  — потужний тропічний циклон 5 категорії який вразив В’єтнам, Таїланд і Філіппіни, де він завдав великої шкоди сільському господарству. Шістнадцятий названий шторм і восьмий тайфун, а також третій супертайфун сезону тихоокеанських тайфунів 2022 року.
Національна рада зі зменшення ризиків стихійних лих та управління ними (NDRRMC) Філіппін повідомила про щонайменше 304 мільйони ₱ (6,18 мільйона доларів США) збитків інфраструктурі та 3,08 мільярда ₱ (62,5 мільйона доларів США) сільськогосподарських збитків, що на загальну суму становить 3,38 мільярда ₱ (68,7 мільйона доларів США). ). Повідомляється, що в результаті тайфуну загинули 40 людей, ще 5 вважаються зниклими безвісти.
| Країна    | Смерті | Зникли безвісти | Примітки |
| Філіппіни | 12     | 5               |          |
| В'єтнам   | 9      | 0               |          |
| Камбоджа  | 16     | 0               |          |
| Таїланд   | 3      | 0               | [ 1 ]    |
| Всього    | 40     | 5               |          |